# Piotr Hipolit Krasnodębski

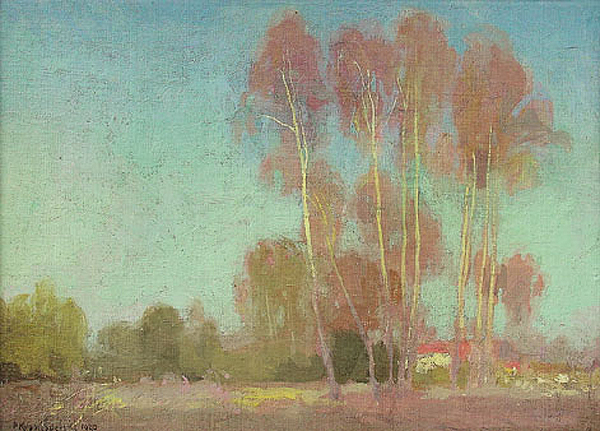
Z okolic Milanówka

Piotr Hipolit Krasnodębski (ur. 1 sierpnia 1876 w Borszynie k. Łęczycy, zm. 11 października 1928 w Milanówku) – polski artysta malarz i grafik początku XX w.
Edukację artystyczną w warszawskiej pracowni Jana Felicjana Owidzkiego oraz w Szkole Rysunkowej Wojciecha Gersona. Od 1898 r. studiował w Krakowie pod kierunkiem m.in.: Leona Wyczółkowskiego, Jacka Malczewskiego, Jana Stanisławskiego.
Podczas wielu podróży artystycznych i służbowych zwiedził Monachium, Florencję, Rzym, Mediolan, Zurych, Wiedeń, Pragę. Pracował jako zarządca dóbr barona Leopolda Kronenberga, równocześnie tworząc kolejne prace z dziedziny malarstwa i grafiki. Był członkiem Komitetu Towarzystwa Zachęty Sztuk Pięknych w Warszawie, należał także do Stowarzyszenia Artystów Warszawskich Odłam, Warszawskiego Towarzystwa Artystycznego Polskiej Sztuki Stosowanej, Towarzystwa Przyjaciół Sztuk Graficznych. Wystawiał głównie w warszawskiej Zachęcie, a także w Salonie Krywulta oraz we Lwowie, Łodzi, Poznaniu, Wiedniu i Petersburgu. Malował pejzaże, martwe natury, portrety. Miał także duży dorobek w dziedzinie grafiki i jest uznawany za prekursora nowoczesnego drzeworytu w Polsce.
Pod koniec życia osiedlił się w Milanówku, gdzie malował pejzaże oraz pracował przy wykończeniu wnętrz kościoła św. Jadwigi. Pochowany został na cmentarzu Powązkowskim w Warszawie (kwatera 226 rząd 3).